# قوة دفاع بليز
قوة دفاع بليز  هي جهة عسكرية تابعة لدولة بليز، وتعتبر أبرز مهامها حماية سيادة واستقلال البلاد. تتبع هذه القوة وزارة الدفاع التي يرأسها حاليا هون جون سالديفار، بينما القوة ذاتها يقودها العميد ستيفن أورتيغا. في 2012 م،  أنفقت الحكومة في بليز حوالي 17 مليون دولار على الجيش، المبلغ الذي يشكل 1.08% من الناتج المحلي الإجمالي.

## التاريخ

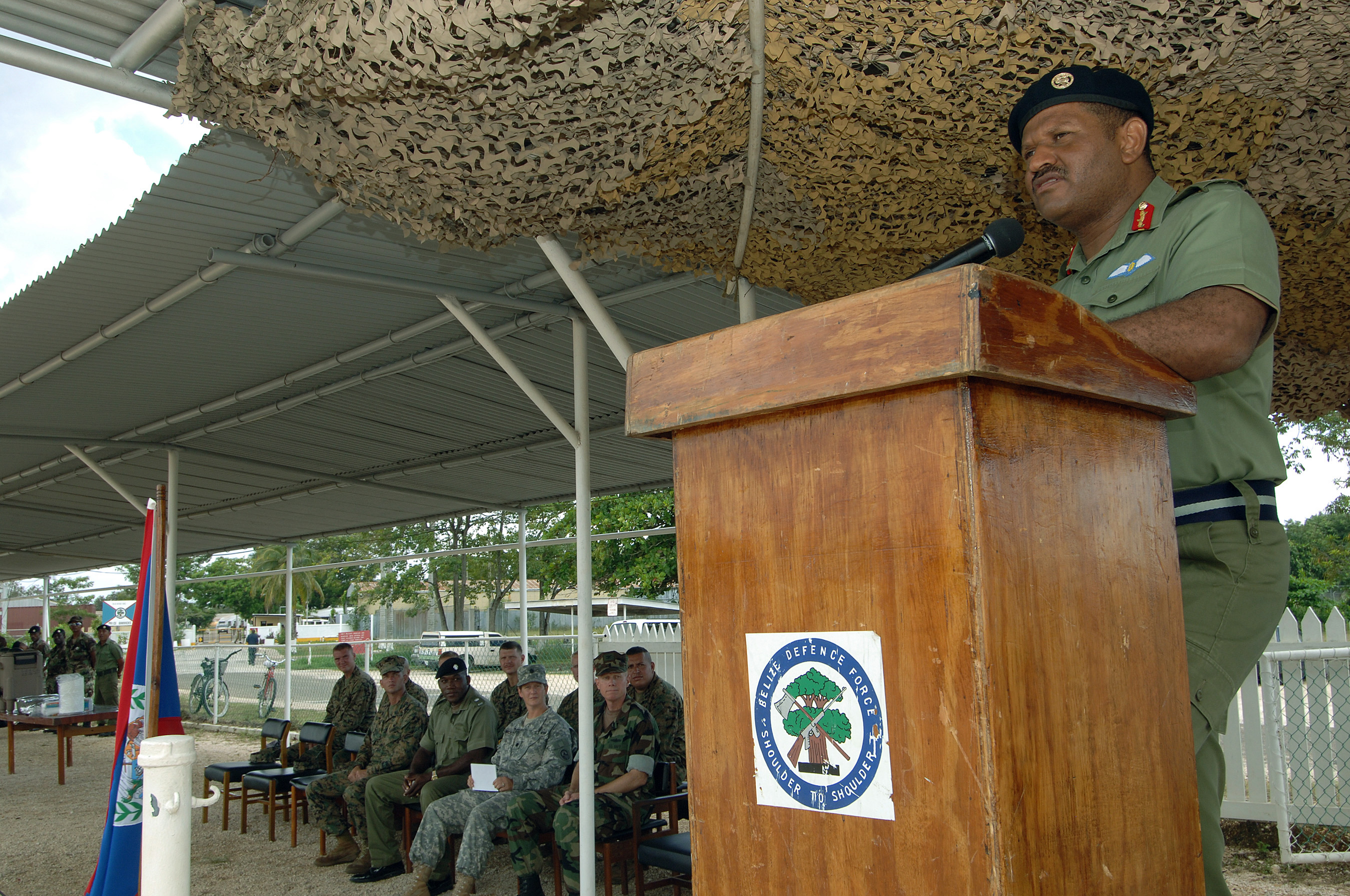
العميد لويد جيليت يخاطب الجنود في حفل أقيم بمناسبة نهاية التدريب مع مشاة البحرية الأمريكية.

يعود تاريخ الجيش في بليز إلى عام 1817 م، وذلك عندما تأسست قوة طوارئ الأمير الوصي الملكية الهندوراسية، وهي  منظمة تطوعية تأسست في البداية. وبين 1817 م  و 1978 م، كان للقوة العسكرية في بليز عشرة أسماء مختلفة:
- مليشيا الأمير الوصي الملكية (1817-1866)
- قوة متطوعي بليز (1866-1868)
- فيلق متطوعي بليز  (1868-1883)
- بليز المشاة الخفيفة المتطوعين القوة (1897-1905)
- هندوراس البريطانية المتطوعين (1905-1916)
- هندوراس البريطانية الإقليمية القوة (1916-1928)
- هندوراس البريطانية قوة الدفاع (1928-1944)
- هندوراس البريطانية الحرس (1942-1943)
- هندوراس البريطانية متطوعي الحرس (1943-1973)
- حرس بليز المتطوع  (1973-1977)

 تأسست قوة دفاع بليز عام 1978 بعد حل حرس بليز المتطوع ووقوات الشرطة الخاصة قبل ذلك بعام.
بعد أن حققت بيليز استقلالها في عام 1981م، المملكة المتحدة حافظت على قواتها في البلاد لحمايتها من غزو غواتيمالا. وخلال ثمانينيات القرن العشرين وشمل ذلك  كتيبة واحدة  وسرب  طيران هجومي رقم 1417 من طيران سلاح الجو الملكي البريطاني. وقد غادرت القوة البريطانية الرئيسة عام 1994م، وذلك بعد ثلاث سنوات من اعتراف غواتيمالا باستقلال بليز، ولكن المملكة المتحدة حافظت على  وجودها هناك من خلال  وحدة الجيش البريطاني لدعم تدريب بيليز، والسرب  25 رحلة آي آي سي حتى عام 2011 عندما غادرت آخر مجموعة من القوات البريطانية ليديفيل الثكنات،  وذلك باستثناء المستشارين. جناح قوة دفاع بليز البحري، أصبح جزءا من  خفر سواحل  بليزفي تشرين الثاني / نوفمبر 2005 م.
في تشرين الأول / أكتوبر 2015 ، ويرجع ذلك إلى ارتفاع حدة التوتر بين بليز وغواتيمالا وتخفيض بريطانيا لقواعدها العسكرية في جميع أنحاء العالم للتركيز على ما تسميه الحرب على الإرهاب عام 2011، وقد طلبت بليز من المملكة المتحدة إلى إعادة وحدة الجيش البريطاني لدعم تدريب بيليز، وقد أعادتها الحكومة البريطانية بليز مرة أخرى فعلاً.

## التنظيم
تتكون قوة دفاع بيليز من:
- ثلاث كتائب مشاة، يتألف كل منها من ثلاث مجموعات.
- ثلاثة مجموعات احتياط
- فريق دعم واحد
- الجناح الجوي

  يعمل في إدارة شرطة بليز 1200 ضابط  و700 من الموظفين المدنيين (2008). ومما يذكر أن إدارة الشرطة في بيليز والمصلحة الوطنية للطب الشرعي  تتبعان إلى وزير الأمن الوطني.
واعتبارا من 2012، فإن هنالك أربعين عنصرا من الجيش البريطاني متمركزون في بيليز.

### الأسلحة ذات الطاقم
| بندقية عديمة الارتداد | السويد          | مضادة للدروع والأفراد | 6 |
| إل 16 81إم إم         | المملكة المتحدة | الهاون المحمولة       | 6 |

### الطائرات
| الطائرات             | الأصل            | نوع                        | البديل | في الخدمة | ملاحظات |       |
| النقل                | النقل            | النقل                      | النقل  | النقل     | النقل   | النقل |
| -------------------- | ---------------- | -------------------------- | ------ | --------- | ------- | ----- |
| بريتن نورمان ايلاينر | المملكة المتحدة  | النقل / متعددة الاستعمالات | 1      |           |         |       |
| المروحيات            |                  |                            |        |           |         |       |
| يو إتش-1 إركويس      | الولايات المتحدة | متعددة الاستعمالات         | UH-1H  | 2         |         |       |
| طائرة تدريب          |                  |                            |        |           |         |       |
| تي67 فاير فلاي       | المملكة المتحدة  | تدريب أساسي                | M260   | 1         |         |       |

## المرافق
- الجبل باين ريدج التدريب المنطقة الجنوبية من بلموبان المستخدمة في الغابة الحرب بليز، الولايات المتحدة، الهولندية القوات البريطانية.
- ثكنات برايس- ليديفيل- قيادة الجناح الجوي البريطاني وقاعدة الهليكوبتر البريطانية؛ وقد سميت باسم أول رئيس وزراء للبلاد جورج كادلي برايس.
- معسكر فيروذر - بونتا غوردا -  هو مقر قيادة الكتيبة الثانية، وهي قاعدة عسكرية بريطانية
- مطار أورانج ووك (الجيش) - منطقة أورانج ووك.
- بيليزاريو  - سان اجناسيو قاعدة منطقة الحدود.
- كوروزال مركز التدريب - كوروزال المدينة.
- مركز تدريب دانغريغا- دانغريغا.
- مطار فيليب إس دبليو جولدنسن الدولي القاعدة الجوية الرئيسة.
- مهبط طائرات هيكتور سيلفا - قاعدة صغيرة تقع إلى الجنوب من المهبط؛ وهو  مهبط الطائرات ثانوي وكان يستخدم من قبل الجيش البريطاني.
- بونتا غوردا وهو مهبط طائرات ثانوي.
- سانت جورج كاي (الجيش).
- معسكر هولدفاست (الجيش).
- بالدي بيكونز (الجيش).
- معسكر ريدو  (الجيش).
- معسكرسالامانكا  (الجيش).
- مليشا هول - مدينة بليز.

## وصلات خارجية
- قوة دفاع بليز